# 也迪亦纳勒
也迪亦纳勒，一作野牒亦纳里，蒙古帝国乞儿吉思首领。
13世纪初也迪亦纳勒在谦河（今叶尼塞河上游）流域游牧。1207年，接受成吉思汗使者按弹、不兀剌招降，他与阿勒迪额儿等人派遣亦里克帖木儿、阿惕乞剌黑两位（一说还有兀鲁惕兀秃术，共三人）使臣献上白海青、白骟马、黑貂鼠等物，表示臣服。另说也迪亦纳勒是乞儿吉思部落名，部落首领的名字是斡罗思亦难（或称野牒斡伦）。亦纳勒（亦难），是乞儿吉思等突厥语族部落首领尊号，也迪是乞儿吉思地区的显贵姓氏。